# 圣方济各沙勿略主教座堂 (伍伦贡)
圣方济各沙勿略主教座堂（Cathedral Saint Francis Xavier）位于澳大利亚新南威尔士州伍伦贡，是天主教伍伦贡教区的主教座堂。该堂是伊拉瓦拉地区最古老的教堂，创建于1836年。这座哥特式建筑可容1500人，造价2,000英镑。1951年教区成立，该堂遂升为主教座堂。

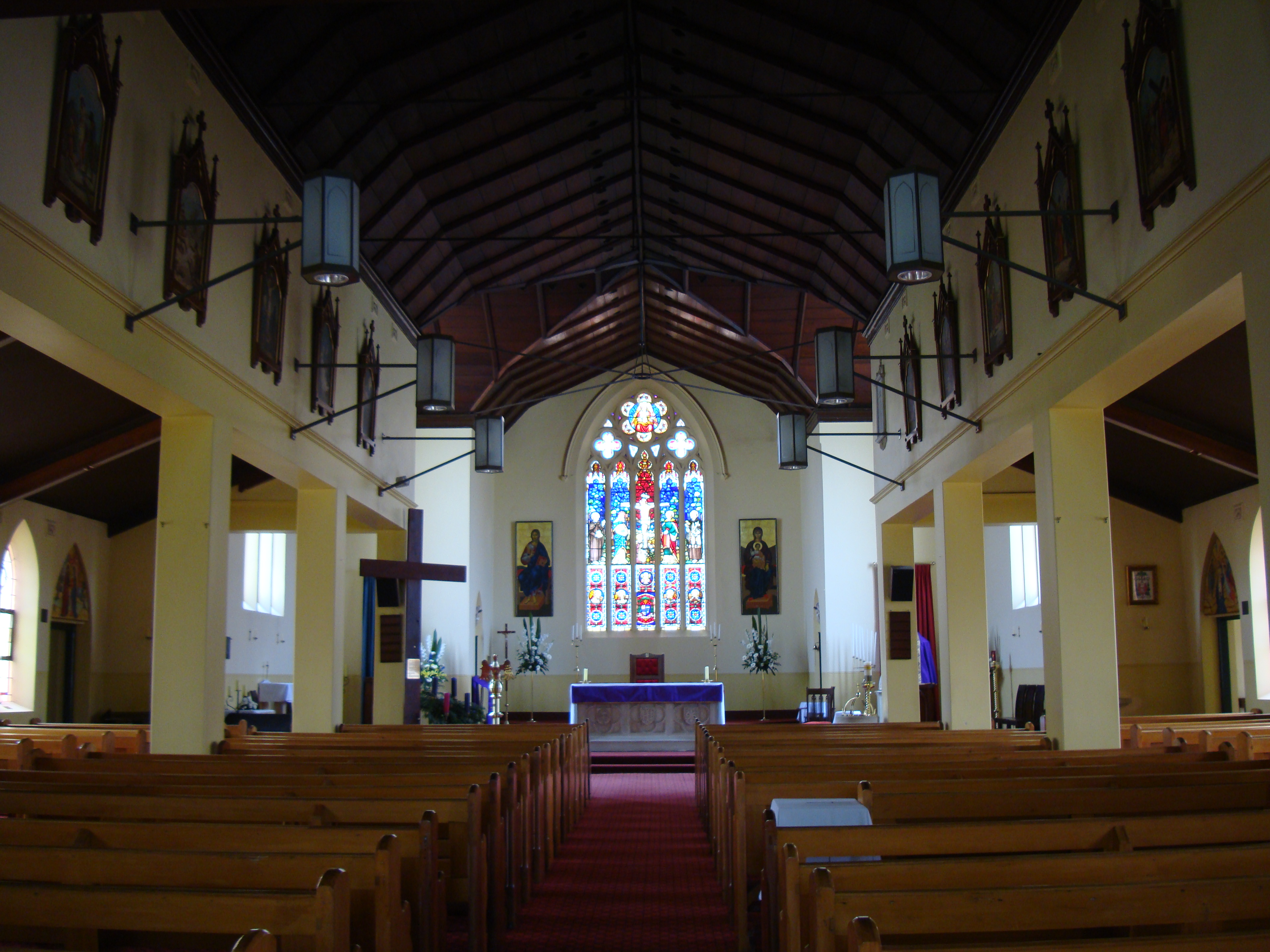
内部